# Нью-Хамптон (Айова)
Нью-Хамптон (англ. New Hampton) — город в США, административный центр округа Чикасо штата Айова. Население — 3494 человека (2020).

## География
Нью-Хамптон расположен по координатам 43°03′26″ с. ш. 92°18′59″ з. д. (43.057166, -92.316357). По данным Бюро переписи населения США в 2010 году город имел площадь 8,19 км², вся площадь — суша.

## Демография
| Год переписи | Нас. |  | %±     |
| ------------ | ---- |  | ------ |
| 1870         | 455  |  | —      |
| 1880         | 1105 |  | 142,9% |
| 1890         | 1314 |  | 18,9%  |
| 1900         | 2339 |  | 78%    |
| 1910         | 2275 |  | −2,7%  |
| 1920         | 2539 |  | 11,6%  |
| 1930         | 2458 |  | −3,2%  |
| 1940         | 2933 |  | 19,3%  |
| 1950         | 3323 |  | 13,3%  |
| 1960         | 3456 |  | 4%     |
| 1970         | 3621 |  | 4,8%   |
| 1980         | 3940 |  | 8,8%   |
| 1990         | 3660 |  | −7,1%  |
| 2000         | 3692 |  | 0,9%   |
| 2010         | 3571 |  | −3,3%  |
| 2020         | 3494 |  | −2,2%  |

Согласно переписи 2010 года, в городе проживало 3571 человек в 1555 домохозяйствах в составе 943 семей. Плотность населения составляла 436 человек/км². Было 1697 квартир (207/км²).
Расовый состав населения:
| - 96,0 % — белых - 0,5 % — азиатов - 0,3 % — чёрных или афроамериканцев - 0,1 % — коренных американцев - 2,5 % — лиц других рас |

К двум или более расам принадлежало 0,4 %. Доля испаноязычных составила 3,9 % всего населения.
По возрастному диапазону население распределялось следующим образом: 22,9 % — лица младше 18 лет, 54,1 % — лица в возрасте 18-64 лет, 23,0 % — лица в возрасте 65 лет и старше. Медиана возраста жителя составила 44,8 лет. На 100 человек женского пола в городе приходилось 89,9 мужчин; на 100 женщин в возрасте от 18 лет и старше — 86,7 мужчин также старше 18 лет.
Средний доход на одно домашнее хозяйство составил 51 193 доллара США (медиана — 41 455), а средний доход на одну семью — 62 462 доллара (медиана — 57 604). Медиана доходов составляла 41 519 долларов для мужчин и 29 818 долларов для женщин. За чертой бедности находилось 8,1 % человек, в том числе 10,0 % детей в возрасте до 18 лет и 3,7 % лиц в возрасте 65 лет и старше.
Гражданское трудоустроенное население составляло 1673 человека. Основные отрасли занятости: производство — 28,3 %, образование, здравоохранение и социальная помощь — 22,6 %, розничная торговля — 8,8 %, искусство, развлечения и отдых — 8,0 %.